# Tren de Alta Velocidad de Taiwán
El Tren de Alta Velocidad de Taiwán tiene un recorrido de aproximadamente 354 km (aunque la parte en operación es de 339 km). Discurre por la costa oeste de la isla de Taiwán, desde su capital Taipéi hasta la ciudad de Kaohsiung, en el suroeste del país. Con la construcción realizada por una empresa privada, la Taiwan High Speed Rail Corporation (THSRC), que también opera la línea, el costo total del proyecto fue de 18 000 millones de dólares. En su momento, fue uno de los proyectos de construcción de ferrocarril con fondos privados más grandes del mundo. El sistema se basa principalmente en la tecnología del Shinkansen de Japón.
La línea se abrió al servicio el 5 de enero de 2007, con trenes que circulan a una velocidad máxima de 300 km/h (186 mph) entre Taipéi y Zuoying en tan sólo 96 minutos, abarcando casi el 90% de la población de Taiwán. La mayoría de las estaciones intermedias se encuentra fuera de las ciudades, pero existen numerosas opciones de transbordo; así como autobuses gratuitos, tren convencional y metros que complementan el transporte.
El número de pasajeros cayó inicialmente por debajo de lo esperado, pero creció desde un poco menos de 40.000 pasajeros al día en los primeros meses de operación hasta alcanzar más de 129.000 pasajeros por día en junio de 2013.
El tren alcanzó los 100 millones de pasajeros en agosto de 2010 y los 200 millones de pasajeros en diciembre de 2012.
En los primeros años de funcionamiento, la compañía THSRC acumulaba deudas debido a las altas cargas de depreciación e intereses, circunstancia achacable a la estructura financiera establecida por la empresa privada. En 2009 negoció con el gobierno para cambiar el método de depreciación; que pasó de depender de la duración del período de concesión a depender del número de pasajeros anuales.
Al mismo tiempo, el gobierno empezó a ayudar a refinanciar los préstamos de la corporación THSRC para contribuir a que la empresa pudiese seguir siendo funcional y rentable.

## Historia

### Orígenes
El rápido crecimiento económico de Taiwán durante la segunda mitad del siglo XX dio lugar a la saturación de las carreteras, trenes convencionales y sistemas de tráfico aéreo en el corredor occidental de la isla, que amenazaba con impedir el crecimiento de la economía del país.
La idea de un nuevo tren de alta velocidad surgió en 1970, y las primeras propuestas de carácter informal comenzaron a plantarse en 1980.
En 1987, el órgano ejecutivo del gobierno de Taiwán, el Yuan Ejecutivo, solicitó al Ministerio de Transporte que pusiera en marcha un estudio de viabilidad de un tren de alta velocidad en el corredor occidental de Taiwán, completado en 1990.
La comparación de soluciones potenciales para los problemas de tráfico en el corredor realizada en el estudio, reveló que el tren de alta velocidad ofrecería el mayor volumen de tráfico, la menor ocupación de terreno, el mayor ahorro de energía y la menor contaminación.
En julio de 1990 se estableció la Oficina de Preparación de Tren de Alta Velocidad (POHSR, Preparation Office of High Speed Rail), y la ruta del nuevo ferrocarril se eligió en 1991. Los proyectos para construir el THSR fueron aprobados posteriormente por el Ejecutivo Yuan en junio de 1992 y por la Legislatura de Taiwán, el Yuan Legislativo, en 1993.

### Estructura organizativa del proyecto
En noviembre de 1994, Taiwán aprobó una ley sobre el uso de la financiación privada en proyectos de infraestructura, que también se aplicó al proyecto del THSR, que por entonces todavía era estatal. En consecuencia, en 1995, el POHSR se transformó en el Buró del Tren de Alta velocidad (BOHSR, Bureau of High Speed Rail), que en octubre de 1996 comenzó a licitar las obras del THSR con un esquema de construcción-operación-transferencia. Después de un proceso de licitación, compitieron entre sí el "Taiwan High Speed Rail Consortium" (THSRC) y el "Chunghwa High Speed Rail Consortium" (CHSRC).
El consorcio THSRC resultó elegido en septiembre de 1997, como resultado de su oferta más barata y de la promesa de construir la línea generando un costo neto nulo para el gobierno.
El grupo cambió de nombre y se estableció formalmente como "Taiwan High Speed Rail Corporation" (THSRC) en mayo de 1998.
La THSRC y el gobierno firmaron el acuerdo el 23 de julio de 1998.

## Material rodante y explotación

### Trenes
Cuando el THSR comenzó a operar sobre la línea, los 30 trenes eran unidades eléctricas múltiples (EMU; Electric Multiple Unit) de la Serie 700T, suministrados por un consorcio liderado por Kawasaki Heavy Industries(川崎重工).
En respuesta a la cada vez mayor cantidad de pasajeros y a las nuevas estaciones que se pondrían en servicio en 2015, la THSRC comenzó a considerar la necesidad de encargar trenes adicionales desde noviembre de 2008. El contrato para el suministro de cuatro nuevos trenes de la Serie 700T fue firmado por la THSRC y el consorcio liderado por Kawasaki en mayo de 2012 en Tokio, Japón. De los cuatro trenes del contrato, el primero (TR 31) y el segundo (TR 32) llegaron a Taiwán el 23 de diciembre de 2012 y el 21 de enero de 2013, respectivamente. El tercero y el cuarto llegarían en 2014 y en 2015.
El modelo THSR 700T está basado en el Shinkansen Serie 700 usado por el JR Central y por el JR Oeste en Japón, siendo la primera vez que la tecnología del Shinkansen se exportó a otro país. Los trenes tuvieron que adaptarse al clima y a la geografía de Taiwán, y la forma del morro de los coches de los extremos se optimizó para los túneles taiwaneses, que eran más anchos que los de Japón.
Se mejoró la velocidad máxima de servicio de los nuevos trenes en relación con las unidades Shinkansen Serie 700, pasando de 285 a 300 km/h. Los 12 coches de un tren 700T se agrupaban en tres unidades de tracción, cada una con tres coches motorizados y un coche remolcado, con una potencia de 10,26 MW. Las dos unidades de los extremos son coches remolcados, con el fin de evitar el deslizamiento de sus bogies en el caso de estar motorizados.
El tren tiene una longitud de 304 m (997 pies) y un peso de 503 toneladas en vacío. Los trenes tienen una capacidad de 989 pasajeros sentados en dos clases: 66 asientos en configuración de 2+2 en un único coche de clase Business y 923 asientos en configuración 2+3 para los 11 vagones de clase Estándar. El consumo de energía per cápita de un tren 700T con carga completa es el 16% del de un automóvil privado, y la mitad de la de los autobuses. Las emisiones de dióxido de carbono son el 11% de las de los coches privados y el 25% de las de los autobuses.

### Operación
Al ser el primer sistema de trenes de alta velocidad en Taiwán, la THSRC comenzó a operar en 2007 con una gran cantidad de personal especializado reclutado en el extranjero, incluyendo operadores y maquinistas procedentes de Francia y de Alemania.
Al mismo tiempo, también se comenzó a formar a maquinistas y operadores locales. Desde mayo de 2008, todo el personal que trabajaba en el Centro de Control de Operaciones ya era taiwanés, y desde octubre de 2008 todos los maquinistas también lo eran.
La principal responsabilidad del Centro de Control de Operaciones es mantener la seguridad de la circulación de los trenes. La THSRC dispone de 132 controladores (julio de 2012), de los que una cuarta parte son mujeres, cubriendo un horario de 24 horas diarias los 365 días del año. Los requisitos para ser un Controlador Jefe (主任控制員) incluían la experiencia en las nueve posiciones del Centro de Control de Operaciones, 300 horas de adiestramiento, y la adquisición de una cualificación específica.
La THSRC tenía 144 maquinistas (en julio de 2012), de los cuales el 10% eran mujeres. Todos los candidatos deben pasar 8 meses completando 1326 horas de adiestramiento profesional y pasar la certificación nacional para poder conducir los trenes. Además, después de obtener la acreditación para ser maquinista certificado de trenes de alta velocidad, deben superar unas pruebas al menos tres veces al año para garantizar que pueden conducir un tren con seguridad.

### Incidentes
Taiwán con frecuencia se enfrenta a múltiples tipos de desastres naturales, incluyendo tifones, terremotos, fuertes lluvias, inundaciones y deslizamientos de tierra. Por esta razón, el enfoque principal del diseño de la infraestructura de la THSRC se centró en cómo responder ante los desastres naturales, especialmente frente a los más impredecibles como son los terremotos y en cómo garantizar la seguridad de todos los pasajeros y los trenes en cualquier situación de emergencia.
La THSRC ha establecido un sistema para responder a los desastres naturales y a la aparición inesperada de cualquier obstáculo en las vías, llamado Sistema de Alerta de Desastres (DWS, Disaster Warning Systems). Este sistema consiste en una red de sensores instalados a lo largo de las vías del tren para detectar situaciones inesperadas como terremotos, vientos fuertes, lluvias torrenciales, inundaciones, deslizamientos de tierra e intrusiones. En el caso de una situación inesperada, el DWS mandará una señal al Centro de Control de Operaciones inmediatamente, lo que activará las medidas de contingencia previstas para garantizar la seguridad de los pasajeros y de los trenes, reduciendo automáticamente la velocidad de los trenes o incluso deteniéndolos en las zonas directamente afectadas.
El DWS ha funcionado con éxito desde su puesta en funcionamiento en 2007. El terremoto más fuerte que la THSRC ha experimentado fue de 6,4 en la escala de Richter, con epicentro a 17 km de Jiasian, Kaohsiung (甲仙地震), que afectó a todo el sur de Taiwán el 4 de marzo de 2010. Un tren descarriló ligeramente en Sinshinh, Tainán (台南新市) y seis trenes se detuvieron. A pesar de la suspensión temporal de las operaciones ferroviarias, no se registraron daños ni víctimas. Todos los 2500 pasajeros afectados fueron evacuados sin lesiones en dos horas. El servicio se reanudó con normalidad al día siguiente. Este suceso quedó perfectamente documentado, y proporcionó una experiencia valiosa para la seguridad operacional de la actividad ferroviaria en su conjunto.
En abril de 2010, se informó que se había observado el descenso localizado del terreno durante la construcción de un viaducto de 6 km (3,7 mi) de longitud en el condado de Yunlin. El hundimiento continuó progresando, llegando a los 55 cm (21,7 plg) en siete años. En el año 2010 el hundimiento se ralentizó, gracias a la clausura de algunos pozos profundos que se habían perforado en la zona. Aunque la situación se consideró segura, dado que los asientos diferenciales entre pilas adyacentes a lo largo del viaducto eran solamente una sexta parte de la máxima cantidad admisible, el BOHSR insistió en que se cerraran más pozos. El 25 de julio de 2011, el gobierno anunció planes para cerrar casi 1000 pozos en Changhua y en Yunlin, reduciendo la cantidad de agua bombeada de los pozos profundos en 210 millones de m3 para el año 2011.

## Servicio

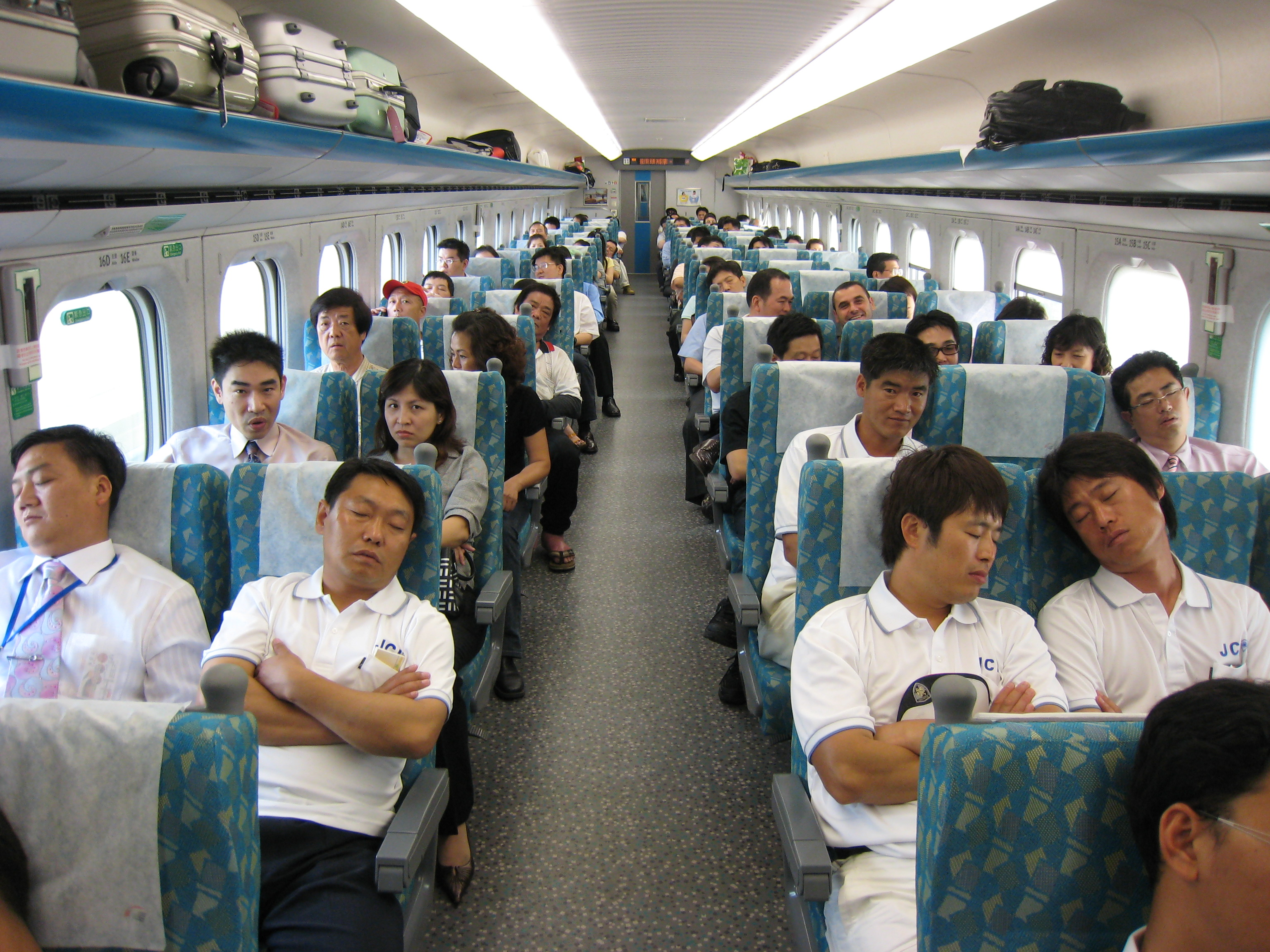
Viajeros de la Clase Estándar en un tren circulando hacia el norte

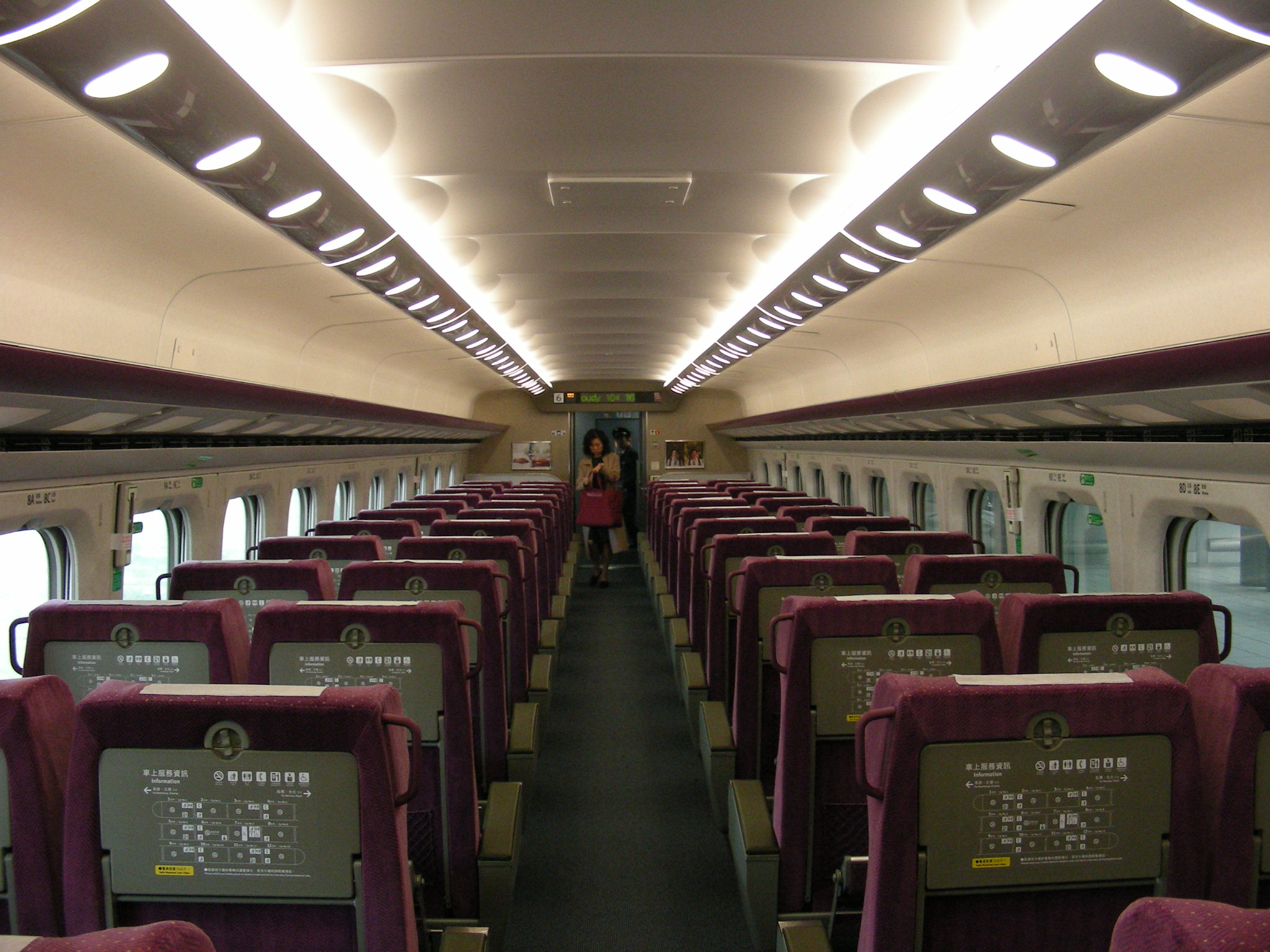
Coche de Clase Business

Según el horario vigente del THSR en diciembre de 2013, hay 954 servicios de trenes por semana en operación, con un horario desde las 6:30 hasta las 24:00 todos los días. La mayoría de los trenes con dirección hacia el sur empiezan desde la estación de Taipéi y la mayoría de los trenes con dirección hacia el norte empiezan desde la estación de Zuoying. Sin embargo, algunos trenes operan solamente entre Taipéi y Taichung o entre Taichung y Zuoying. A los trenes hacia el sur se les asigna un número de tren impar y a los trenes hacia el norte se les asigna un número par.
Cada tren se compone de un coche de Clase Business (coche número 6) y de 11 coches de Clase Estándar (con asientos reservados y no reservados). Desde julio de 2010 hay asientos no reservados disponibles en los coches del 10 al 12 (en algunos trenes desde el 9 al 12). El coche 7 está equipado con 4 lugares para sillas de ruedas y baños adaptados para discapacitados. Los pasajeros pueden llamar al número de Servicio al Cliente del THSR en Taiwán 4066-3000 o visitar cualquier punto de venta del THSR en las estaciones para reservar estos asientos.
A partir de agosto de 2012, se esperaba la implementación del sistema de telefonía móvil 4G WiMAX en los trenes para disponer de servicios de banda ancha, haciendo que el THSR fuese el primer transporte terrestre de alta velocidad equipado con estos servicios.
En 2012, la THSRC fue clasificada en la encuesta "Golden Service Award" de la revista Common Wealth (天下雜誌) en una posición alta, no solamente superando a rivales de transporte de larga distancia, sino también siendo la primera empresa en la clasificación de las 300 mejores industrias.
| Identificación del tren | Taipéi | Banqiao | Taoyuan | Hsinchu | Miaoli | Taichung | Changhua | Yunlin | Chiayi | Tainan | Zuoying |
| ----------------------- | ------ | ------- | ------- | ------- | ------ | -------- | -------- | ------ | ------ | ------ | ------- |
| 1xx, 2xx, 12xx          | ●      | ●       | -       | -       | -      | ●        | -        | -      | -      | -      | ●       |
| 583, 598                |        |         |         |         |        | ●        | ●        | ●      | ●      | ●      | ●       |
| 5xx, 15xx               | ●      | ●       | ●       | ●       | ●      | ●        |          |        |        |        |         |
| 3xx, 13xx               | ●      | ●       | -       | -       | -      | ●        | ●        | ●      | ●      | ●      | ●       |
| 6xx, 16xx               | ●      | ●       | ●       | ●       | -      | ●        | -        | -      | ●      | ●      | ●       |
| ●: para; -: no para     |        |         |         |         |        |          |          |        |        |        |         |

### Precios y descuentos

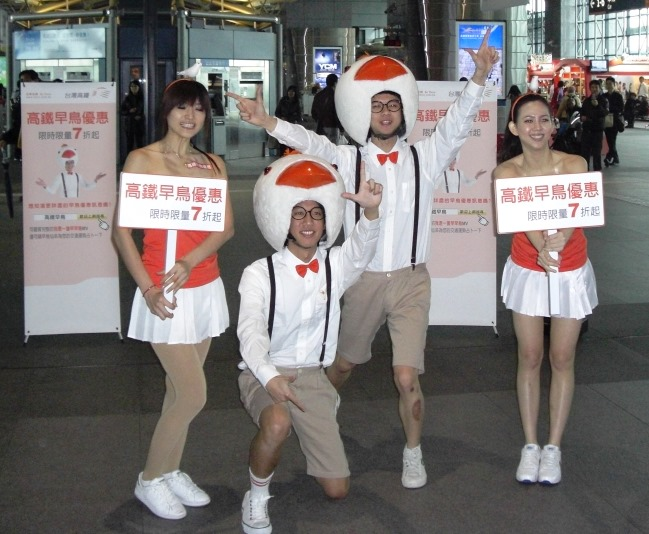
Promoción de venta anticipada de billetes de la THSRC en 2011

En 2013, el viaje sencillo Taipéi-Zuoying en un coche de la Clase Estándar para un adulto tiene un precio de NT$1,630 (unos 55 dólares aproximadamente). Un viaje en el coche de Clase Business tenía un precio de NT$2,140 (unos 72 dólares).
El costo de una plaza sin reserva era un 3% menor que el precio normal. Las reservas de asientos eran posibles desde 28 días antes del viaje hasta el mismo día de la salida.
Los pasajeros de la tercera edad (mayores de 65 años), personas con discapacidades registradas con su acompañante, y los niños (menores de 12 años) tienen derecho a un descuento del 50%.
Se ofrecía un descuento para grupos de 11 o más personas, que no podía ser utilizado con otros descuentos y no incluía asientos sin reserva. Los pasajeros podían elegir una de las varias ofertas que se les presentaban.
Desde el 1 de julio de 2010, hay un sistema de smart card (tarjeta inteligente) pensado para los viajeros frecuentes que adquieren billetes para varios viajes. La tarjeta inteligente de THSR permite a los usuarios viajar entre estaciones específicas dentro de un tiempo determinado por un número de pasajes determinado. La tarjeta se vende tanto en forma registrada (con nombre inscrito) como sin necesidad de registro. Solamente se pueden comprar de esta forma boletos de adulto y no puede ser utilizado para viajes entre Banquiao y Taipéi.
Después de comprar o recargar una tarjeta multi-viaje, el saldo de la tarjeta tiene de vigencia 45 días desde el primer uso. El boleto es válido por 8 viajes. La tarjeta multi-viaje tiene un descuento de 21% sobre la tarifa de los asientos reservados estándares. Las tarjetas no registradas y las registradas pueden ser adquiridas en los puntos de venta de todas las estaciones de la THSRC. La compra de la tarjeta tiene un costo de NT$100 como depósito de garantía (reembolsable cuando la tarjeta se devuelve). La tarjeta registrada es de uso personal y solamente el titular la puede usar. Desde noviembre de 2012, se ofrece un descuento del 35% en venta anticipada para un número limitado de boletos vendidos no más de 8 días antes de la salida. Si todos los boletos con el 35% de descuento se venden antes de la fecha límite, se ofrece un descuento del 20%. Si este segundo paquete de boletos se venden antes de su fecha límite, entonces se ofrecen descuentos del 10%. Si todos los boletos de venta anticipada se agotan, entonces se ofrecen los boletos a precio completo.

### Frecuencia de los trenes
| Dirección      | Trenes por día | Trenes por día | Trenes por día | Trenes por día | Trenes por día | Trenes por día | Trenes por día | Trenes por semana |
| Dirección      | Lun            | Mar            | Mie            | Jue            | Vie            | Sab            | Dom            | Trenes por semana |
| -------------- | -------------- | -------------- | -------------- | -------------- | -------------- | -------------- | -------------- | ----------------- |
| Hacia el sur   | 65             | 64             | 64             | 64             | 75             | 70             | 73             | 475               |
| Hacia el norte | 67             | 64             | 64             | 64             | 72             | 67             | 81             | 479               |
| Ambos          | 132            | 128            | 128            | 128            | 147            | 137            | 154            | 954               |

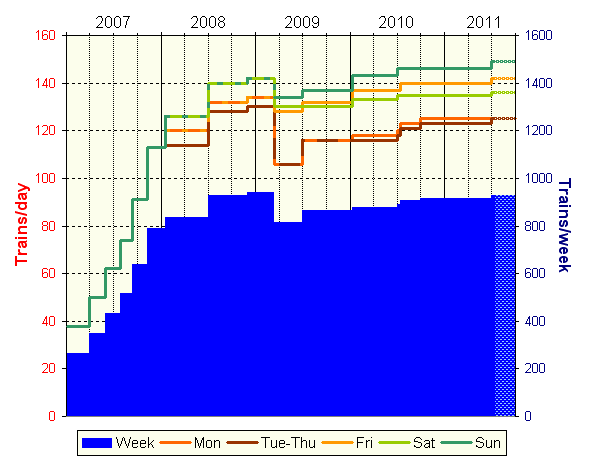
Frecuencia diaria a lo largo de la semana (horario normal de la THSRC). No están representados los trenes extra durante los días festivos y las cancelaciones por eventos extraordinarios

La THSRC opera servicios de trenes adicionales durante las fiestas nacionales.
El 29 de junio de 2011 fue aprobada una propuesta de la compañía para incrementar el número de trenes diarios de 175 a 210 después de realizarse los correspondientes estudios de impacto ambiental. De esta forma, se incrementó el número de servicios de trenes en los días de máxima demanda.

### Pasajeros

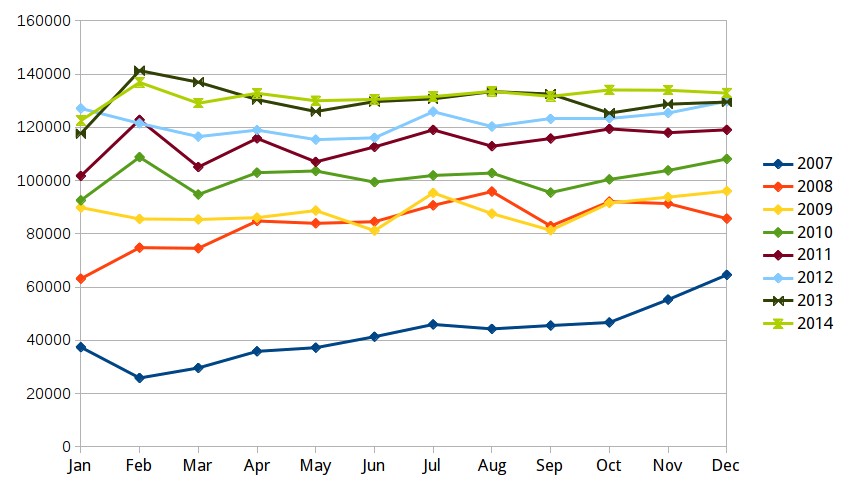
Promedio mensual de pasajeros, con una indicación de los meses afectados por el año nuevo chino (gris) y la cancelación de servicios por tifones o terremotos (azul)

Las estimaciones originales establecían un número de 180.000 usuarios diarios después de la puesta en servicio de la línea, alcanzándose hasta los 400.000 en el año 2036. Con la caída de 50% en el número de pasajeros de los aviones por la crisis financiera asiática de 1997, se revisaron de nuevo las previsiones. El número de pasajeros final se estimó en 140.000 al día. El número de pasajeros reales no coincide con las proyecciones. En septiembre de 2007, seis meses después de la inauguración, la THSRC había transportado a 1,5 millones de pasajeros al mes, que serían aproximadamente 50.000 pasajeros al día. En el segundo año, el número de pasajeros se duplicó. En el tercer año, el promedio de pasajeros al día creció a 88.000 y en 2012 llegó a ser de 120.000 pasajeros (cifra actualizada a septiembre de 2012).
La ocupación de asientos era del 45% en los primeros tres años, con una modesta mejora que se alcanzó en el 2009 y, en el año 2012 había llegado a ser del 54% (dato actualizado a septiembre de 2012). La puntualidad se mantenía estable por encima del 99%.
| Año                               | 2007       | 2008       | 2009       | 2010       | 2011       | 2012       |
| --------------------------------- | ---------- | ---------- | ---------- | ---------- | ---------- | ---------- |
| Número de pasajeros[48][49]       | 15.555.656 | 30.581.261 | 32.349.260 | 36.939.596 | 41.629.303 | 44.525.754 |
| Ocupación de asientos[47][50][51] | 44,72%     | 43,51%     | 46,31%     | 48,97%     | 51,63%     | 54,59%     |
| Puntualidad (5 minutos)[48]       | 99,47%     | 99,19%     | 99,25%     | 99,21%     | 99,87%     | 99,40%     |
Se llegó a los 10 millones de pasajeros después de 265 días de operación el 26 de septiembre de 2007, mientras que para llegar a los 100 millones de pasajeros se tardó 1.307 días, el 3 de agosto de 2010, y a los 200 millones de pasajeros se llegó en diciembre de 2012. El 10 de octubre de 2011, el día nacional de la República de China, la THSRC transportó una cifra récord de 189.386 pasajeros. El 5 de febrero de 2011, el tercer día del año nuevo chino, se alcanzó un nuevo récord de 190.596 pasajeros. El siguiente récord fue alcanzado el 25 de enero de 2012, que también era el tercer día del año nuevo chino al transportar a 191.989 pasajeros. El 1 de enero de 2013 se estableció un nuevo récord, con 212.000 pasajeros transportados.
Los trenes de alta velocidad dejaron a los aviones fuera del mercado: en agosto de 2008, la mitad de las rutas aéreas entre Taipéi y las ciudades del oeste fueron canceladas, incluyendo todas las conexiones entre las ciudades con estaciones del THSR, excepto la conexión diaria entre Taipéi y Kaohsiung. El tráfico total nacional aéreo se esperaba que se redujera a la mitad entre el 2006 y el 2008, y en realidad cayó de 8,6 a 4,9 millones. En junio de 2012, las autoridades anunciaron que se suprimirían los últimos vuelos comerciales restantes entre Taipéi y Kaohsiung. El uso de los trenes convencionales entre Taipéi y Kaohsiung cayó de un 9,71% en 2006 a un 2,5% en 2008, mientras que los trenes de alta velocidad se convertían en el 50% del transporte en 2008. La apertura del THSR llegó a reducir el 10% del tráfico de la Carretera Nacional número 1 en 2007. A pesar del bajo precio de los billetes, las compañías de autobuses de larga distancia reportaron que el volumen de sus pasajeros se había reducido entre un 20 y hasta un 30% en 2008.

## Construcción

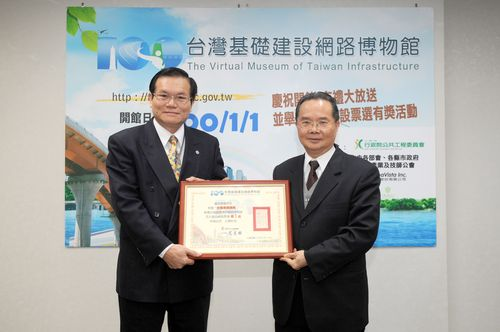
El THSR designado como el primero de los 100 Mejores Proyectos de infraestructura (百大建設) en 2011

La construcción del sistema ferroviario de alta velocidad requirió la participación de 2000 ingenieros profesionales de 20 países y de más de 20.000 trabajadores extranjeros y nacionales durante 6 años para ser completada. El trabajo de construcción se dividió en varios lotes especializados, que fueron contratados por separado. Un grupo de contratos incluía la obra civil y la construcción de la superestructura de la línea. Las estaciones y depósitos formaron parte de dos grupos separados de lotes de construcción. Un cuarto grupo de lotes permitió licitar el suministro y montaje de los carriles.
El Proyecto del Tren de Alta Velocidad de Taiwán fue premiado con el primer premio de "Proyecto sobresaliente de la ingeniería Civil" por el Consejo de Coordinación Asiático de Coordinación de Ingeniería Civil (ACECC, Asian Civil Engineering Coordination Council), en un acto celebrado en Sídney el 10 de agosto de 2010. El premio indicaba que los estándares de ingeniería de Taiwán estaban ganando reconocimiento internacional, y que la THSRC al conectar la región norte y la región sur de la isla había resuelto satisfactoriamente los problemas de topografía y otros retos técnicos.
En el año 2011, la Comisión de Construcción Pública (公共工程委員會) organizó una campaña de votación en línea para elegir las mejores 10 infraestructuras de Taiwán para celebrar el centenario del país. Entre todos, el THSR llegó a ser el mejor de los 100 proyectos de Infraestructura de Taiwán (百大建設), recibiendo 330.000 votos.

### Estaciones
La construcción de las estaciones se concertó separadamente en 2001, y los trabajos empezaron en mayo de 2002. Las estaciones de Taipéi y Banquiao fueron arrendadas por la TRA (Taiwan Railways Administration) a la THSRC. Las estaciones de Taoyuan, Hsinchu, Taichung, Chiayi, Tainan y Zuoying fueron construidas por la THSRC en la primera fase. En la segunda fase se planearon nuevas estaciones, que oficialmente se comenzaron en 2013. La construcción por parte del THSR de las nuevas estaciones de Yunlin, Miaoli y Changhua comenzó respectivamente el 15 de enero, el 28 de enero y 16 de febrero de 2013. Según el plan, las tres estaciones podrían ponerse en servicio a mediados de 2015. THSR también planeó extender su actividad hasta Hangang, en la parte norte de la ciudad de Taipéi. La nueva estación del THSR en Nangang se planeó para operar a principios de 2015, siendo una estación de la TRA mejorada.
Las zonas de estacionamiento, la plaza de la estación, la estación de autobuses, el área de restauración y de compras de cada estación se incluyeron con el diseño de la propia estación. Se empleó acero, vidrio y hormigón armado en la construcción de las estaciones. Los sistemas de iluminación de cada estación fueron subcontratados a diseñadores de iluminación individuales. Las estaciones se diseñaron con la posibilidad de conectar con el metro o con otras líneas de tren.
Los contratos de construcción entre el THSR y el gobierno constaban de dos partes: la primera contemplaba la construcción y la operación del tren por parte de la THSRC durante 35 años; y la segunda incluía el derecho de la THSRC al desarrollo de las áreas situadas alrededor de cinco estaciones durante 50 años. Las cinco estaciones son: Taoyuan, Hsinchu, Taichung, Chiayi y Tainán.

#### Estación de Taoyuan

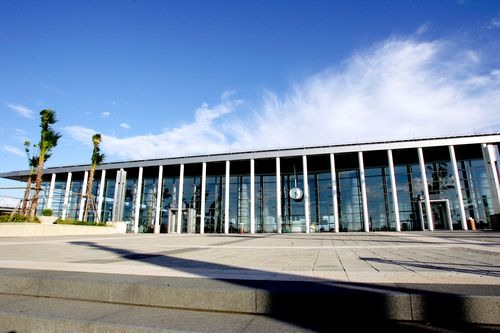
Estación de Taoyuan del THSR

La estación de Taoyuan no solo sirve a los pasajeros que llegan o salen, sino que también permite el acceso a los viajeros que utilizan el Aeropuerto Internacional de Taoyuan de Taiwán. La estación ocupa 20 hectáreas. Está constituida por tres edificios: la estación, el centro de operaciones en el lado noreste y el estacionamiento en el lado suroeste. El tamaño de la estación es más pequeño que los otros dos edificios, pero es el punto focal, ya que se sitúa en el centro de la localidad e incluye la mayor parte de los servicios y funciones. Grandes ventanales y aleros de metal se extienden horizontalmente, de manera que sus paramentos transparentes permiten su iluminación natural. La iluminación fue diseñada especialmente, el vidrio templado claro, el vidrio aislante y el sistema de vigas hacen hincapié en las funciones de espacio y da un aspecto brillante al edificio. El vestíbulo de 6 metros de altura en la planta baja se conecta a las escaleras eléctricas que suben desde la entrada y los andenes construidos bajo tierra.

#### Estación de Hsinchu

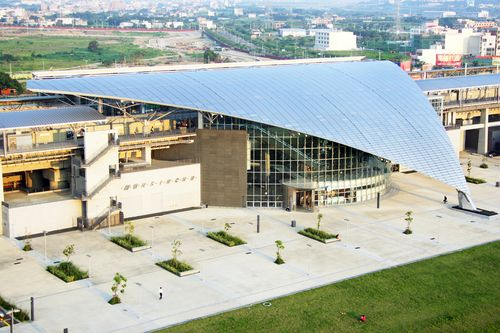
Estación de Hsinchu del THSR

Como puerta de entrada hacia Hsinchu, una ciudad con alta tecnología, la estación de Hsinchu integra la alta tecnología con sus rasgos naturales y culturales, e integra la perspectiva global con la local. Es un espacio de forma ovalada con un techo alabeado, y está diseñada para aprovechar la luz solar y responder a los vientos de Hsinchu. El revestimiento de la cubierta es de acero inoxidable de larga duración, lo que hace su mantenimiento más fácil y mejora la imagen de alta tecnología. El techo se abre sobre el andén y las vías para evitar el efecto pistón, y el estilo responde al medio ambiente local. Cualquier puerta puede ser la puerta principal para este edificio simétrico, situado bajo el ferrocarril elevado. El vestíbulo en la planta baja recibe a los visitantes del edificio. Al entrar, los viajeros pueden tomar las escaleras mecánicas o las escaleras para subir al área de espera del segundo piso. Las dos áreas de espera para los pasajeros que van al norte y los que van al sur están conectadas por un paso elevado. Hay dos escaleras mecánicas y unas escaleras para dejar pasar a los pasajeros hasta los andenes. Hay diez salidas de emergencia. Para evitar causar confusión direccional, en el vestíbulo se erigen dos paredes de arco para romper la simetría. Estas dos paredes fueron diseñadas por artistas bien conocidos con temas relacionados con "El pasado" y con "El futuro". La pared del pasado fue diseñada por un aritista taiwanés: Tsai Ken. Apiló materiales como ladrillos, tejas, piedras, madera y bambú para presentar la cultura Hakka del edificio. La pared del futuro fue diseñada por una artista estadounidense de origen chino: Shan-Shan Sheng, que aplicó vidrio, un material usado frecuentemente en la artesanía de Hsinchu, para decorar la pared. Un conjunto de código de barras en vidrio sugieren cómo será el futuro. Estando sobre el paso elevado, se pueden ver claramente los muros que conectan el pasado con el futuro.

#### Estación de Taichung

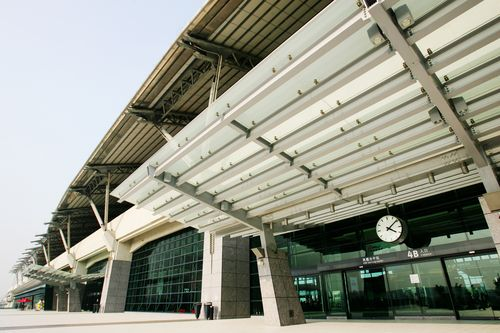
Estación de Taichung del THSR

La estación de Taichung es la más grande de todas las estaciones del THSR. Está situada en la aldea de Wu-Ri(烏日), a 8 km del centro del pueblo. Las obras incluyeron la propia estación elevada del tren de alta velocidad, la del Tren de Taiwán, tránsito de autobuses, estacionamientos, plaza pública, instalaciones de apoyo y sistema vial para las zonas adyacentes. La estación integra el tránsito regional a través del centro de Taiwán y es la puerta de Taichung. El proyecto se estableció a tres escalas: regional, local y nivel de calle. El grupo de edificios con volumen vertical está diseñado de acuerdo con las consideraciones regionales; la estación con la misma estructura y diseño que la ciudad y las instalaciones de apoyo están diseñadas para responder a las necesidades a nivel calle del lugar.
Además de las imágenes y los elementos locales aplicados al diseño, se consideró la capacidad de los edificios, la naturaleza del espacio, el potencial de los distritos vecinos, la conveniencia del tránsito y el contraste vertical y horizontal de los edificios que constituyen la imagen. El volumen horizontal de la estación se debe a las condiciones del lugar, sus funciones y las regulaciones de desarrollo. Por lo tanto, el contraste creado por los volúmenes verticales de los edificios de apoyo puede caracterizar el espacio y mejorar la imagen de los edificios en sus alrededores. La imagen de las instalaciones de apoyo son sugerentes y la imagen de la estación es reveladora. Los tres niveles sobre el suelo se construyeron en hormigón armado, y la estructura es compartida por el edificio y las vías. Los andenes del tren están en el tercer piso.

#### Estaciones de Chiayi y de Tainán

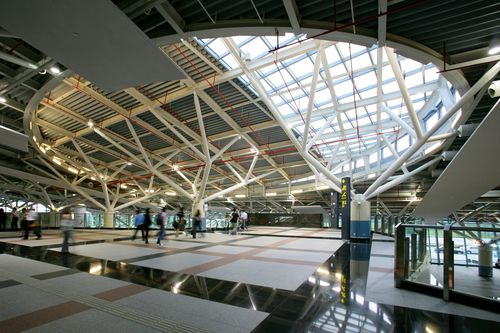
Estación de Chiayi del THSR

Ambas estaciones, la de Chiayi y la de Tainán, se encuentran en el Chia-Nan (嘉南平原). Las condiciones de las obras de construcción y las necesidades de transporte de estos lugares son similares, pero el diseño arquitectónico difiere para poder adecuarse a las características locales. El techo oblicuo que cubre la fachada oriental tiene una imagen de alta tecnología. El cuarto de generadores está decorado con persianas horizontales que reflejan un estilo minimalista. Las columnas y sistemas de vigas en la estación imitan árboles. A medida que se extienden hacia el exterior del edificio, los elementos artificiales están integrados en la naturaleza. Cuando es de noche, el techo se ilumina con cientos de luces a través de un sistema de vigas, asemejando una noche llena de estrellas sobre las ramas de un bosque.
El pavimento de la plaza frontal de Chiayi representa un paisaje natural de nubes envolviendo la montaña de Ah-Li(阿里山). La pared y el diseño de la fuente de agua de la estación de Tainan reflejan la vieja reja de la ciudad y el muelle de An-Ping (安平碼頭). La estación de Chiayi usa colores plateados, grises y verdes para representar su entorno bien conservado.
La estación de Tainán está coloreada de marrón rojizo para representar la riqueza de su patrimonio histórico. Los proyectos de arte para la estación de Chiayi responden al paisaje natural o a las imágenes de alta tecnología del parque médico científico que estaba previsto construir en las inmediaciones de la estación. Los proyectos de arte en la estación de Tainán responden a la larga historia de la ciudad y al futuro brillante que se espera tener con la construcción del parque industrial de alta tecnología.

#### Estación de Zuoying

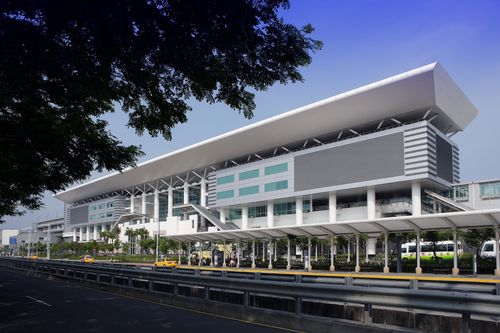
Estación de Zuoying del THSR

La estación de Zuoying se encuentra cerca de la montaña de Panpingshan y del lago Lotus. No solamente proporciona a los viajeros un transporte seguro, confortable y conveniente sino que también sirve como entrada y punto de referencia del área.
Adosadas a la estación, dos plazas sirven como conexión entre la estación y sus alrededores. Un camino peatonal está abierto al público para diversas actividades. La estación y la torre del estacionamiento son las principales estructuras arquitectónicas. Son los puntos de referencia de Zuoying y su escala cumple con las condiciones del medio ambiente. Como la construcción pública más grande en la ciudad, la estación usa pantallas de vidrio para enmarcar las montañas situadas al fondo, una técnica conocida como préstamo de paisaje.
Las pantallas de vidrio están apoyadas por columnas en la planta baja. Como una de las características arquitectónicas del sur de Taiwán, las columnas pueden aliviar la "presión" que el edificio podría ejercer sobre el terreno. La estructura de la estación incluye a la propia estación, la torre de estacionamiento, la estación del transformador de energía, el centro de mando y las instalaciones anexas. Su estructura está diseñada para atender las necesidades de un mantenimiento reducido.

### Estaciones y enlaces con otros transportes
Para mejorar el tránsito local en los enlaces a las estaciones del THSR, el TRA construyó dos ramales de su Línea Occidental:
- La Línea Shalun para conectar Tainán, abierta el 2 de enero de 2011.[71]
- La Línea Liujia para conectar Hsinchu, abierta el 11 de noviembre de 2011.[72]

| Código | Estación                                 | Estación | Punto kilométrico (km) | Servicios de conexión y notas                                                                                          | Tipo         | Localización | Localización        |
| ------ | ---------------------------------------- | -------- | ---------------------- | --- | ------------ | ------------ | ------------------- |
| NAG/01 | Nangang                                  | 南港     | (-3,270)*              | TRA Línea Occidental (097) Metro de Taipéi Blue (BL17)                                                                 | Bajo Tierra  | Nangang      | Taipéi              |
| TPE/02 | Taipéi                                   | 台北     | 5,904                  | TRA Línea Occidental (100) Taipei Metro Red (R13) Blue (BL7) Airport (A1) [Dec. 2015]                                  | Bajo Tierra  | Zhongzheng   | Taipéi              |
| BAQ/03 | Banqiao                                  | 板橋     | 13,120                 | TRA Línea Occidental (102) Taipei Metro Blue (BL2) Yellow (Y15) [Dec. 2017]                                            | Bajo Tierra  | Banqiao      | New Taipei          |
| TAY/04 | Taoyuan                                  | 桃園     | 42,285                 | Taiwan Taoyuan International Airport Shuttle Bus (NTD$30) Taoyuan Metro Airport (A18)                                  | Bajo Tierra  | Zhongli      | Taoyuan             |
| HSC/05 | Hsinchu                                  | 新竹     | 72,179                 | TRA Línea Liujia— vía Liujia (1194) THSR Shuttle Gratuito                                                              | Elevado      | Zhubei       | Condado de Hsinchu  |
| MIL/06 | Miaoli                                   | 苗栗     | 104,865                | TRA Línea Taichung— vía Fengfu (3150)                                                                                  | Elevado      | Houlong      | Condado de Miaoli   |
| TAC/07 | Taichung                                 | 台中     | 165,733                | TRA Línea Taichung— vía Xinwuri (3340) THSR Shuttle Bus gratuito Taichung Metro Green — vía HSR Taichung Station (119) | Elevado      | Wuri         | Taichung            |
| CHH/08 | Changhua                                 | 彰化     | 193,886                | | Elevado      | Tianzhong    | Changhua            |
| YUL/09 | Yunlin                                   | 雲林     | 218,480                | | Elevado      | Huwei        | Yunlin              |
| CHY/10 | Chiayi                                   | 嘉義     | 251,585                | Chiayi BRT | Elevado      | Taibao       | Chiayi              |
| TAN/11 | Tainán                                   | 台南     | 313,860                | TRA Línea Shalun — vía Shalun (4272) THSR Shuttle Bus gratuito                                                         | Elevado      | Guiren       | Tainán              |
| ZUY/12 | Zuoying                                  | 左營     | 345,187                | TRA Línea Occidental (4340) Kaohsiung Metro Red (R16)                                                                  | Nivel tierra | Zuoying      | Kaohsiung           |
| PIT/13 | Pingtung Estación planeada a largo plazo | 屏東     | —                      | TRA Línea Pingtung (4470)                                                                                              | Elevado      | Pingtung     | Condado de Pingtung |

### Vías

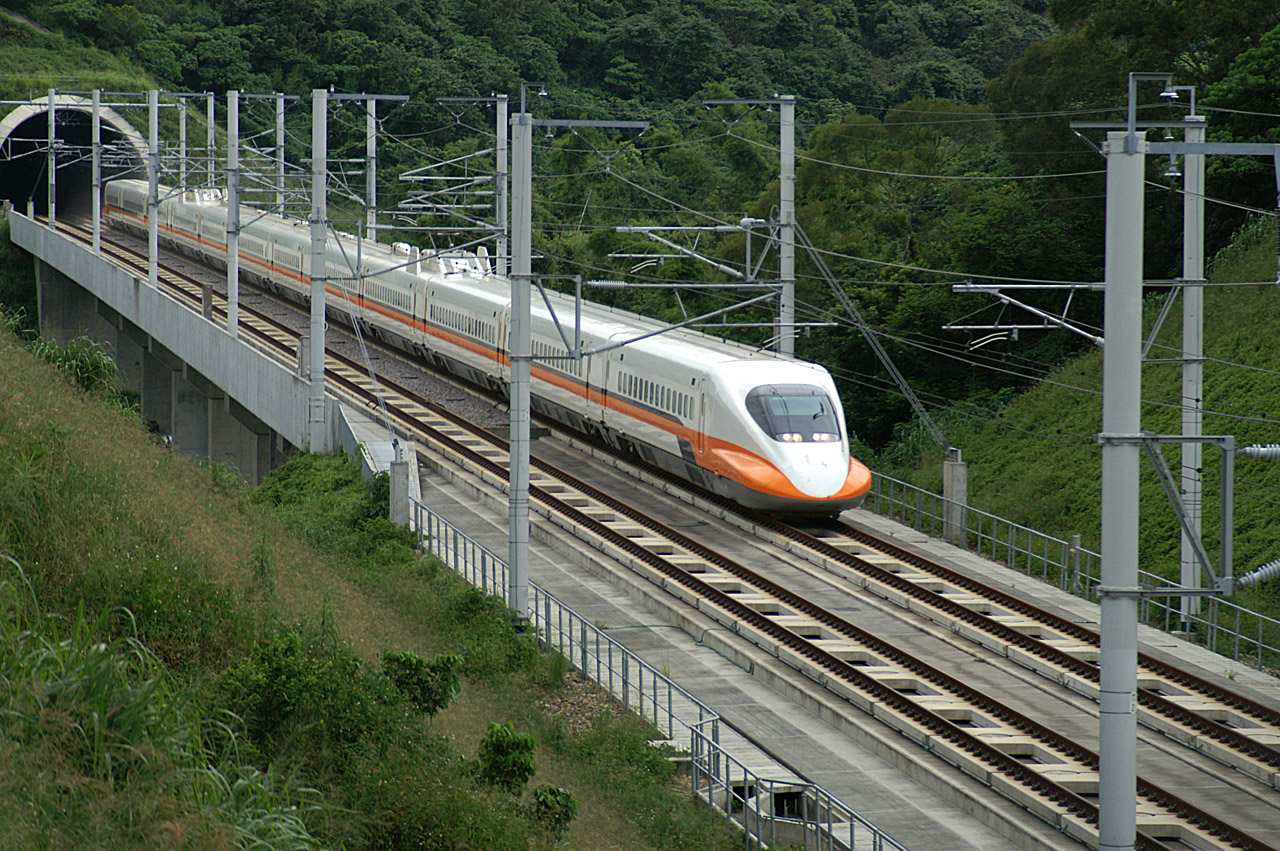
Tren THSR en un viaje de prueba en junio de 2006

Acorde con una velocidad de diseño de 350 km/h (217 mph), la vía doble fue diseñada con un radio de curvatura mínimo de 6250 m (20 505 pies), con una distancia entre los centros de las dos vías de 4500 mm (177,2 plg), una sección tipo con una anchura mínima de 18 m (59,1 pies), y una pendiente máxima del 2,5% (superada excepcionalmente en un único lugar, donde se adoptó una rampa del 3,5%). A excepción de 3 km (1,9 mi), se adoptó vía en placa (sin balasto) en todo el trayecto, combinando vías de origen japonés con los desvíos suministrados por un proveedor alemán. La instalación de los carriles comenzó en julio de 2003. El trazado se electrificó con un tendido aéreo de catenaria con corriente alterna a 25 kV y 60 Hz. El sistema de señales y control de trenes estaba preparado para la operación bidireccional según las especificaciones europeas. Cada vía tiene una referencia de control y un sistema automático para asegurar que los trenes están separados entre sí por lo menos un kilómetro para prevenir colisiones.
Después de cuatro meses de retraso, la prueba inicial se realizó usando el primer tren 700T el 27 de enero de 2005, en la sección de Tinán-Kaohsiug. El 30 de octubre de 2005, un día después del ensayo de funcionamiento que permitió autorizar la velocidad máxima de servicio de 300 km/h (186 mph), se alcanzó la velocidad máxima de prueba de 315 km/h (196 mph). El tramo entre Banquiao (Taipéi) y Zuoying (Kaohsiung) se abrió al público el 5 de enero de 2007. Los andenes del THSR en la estación de Taipéi se inauguraron el 2 de marzo de 2007, a la vez que toda la línea.

### Obra Civil
La mayor parte de la línea se realizó mediante estructuras elevadas.
Cerca de 251 km (156 mi) o el 73% de la línea discurre sobre viaductos, construidos con piezas prefabricadas de hormigón pretensado con forma de viga de cajón. La primera de estas vigas fue colocada en octubre de 2011.
La sección continua de 157,317 km (97,8 mi) entre Paghuashan en el Condado de Changhua y Zuoying en Kaohsiung, se convirtió en el tramo de línea ferroviaria elevada más largo del mundo en el momento de su apertura. Los viaductos se diseñaron para resistir los terremotos, de manera que los trenes se puedan detener con seguridad durante los eventos sísmicos. Además, se calcularon para que solamente sufrieran daños reparables aún en el caso de temblores fuertes.
Los puentes construidos sobre terrenos con fallas geológicas se diseñaron para aguantar movimientos tectónicos sin daños catastróficos.
Cerca de 61 km (37,9 mi)
o el 18% de la línea está excavado en túnel, incluyendo los 14 km (8,7 mi) incluidos en la sección de Tupo, y otros 48 túneles en distintas secciones con una longitud total de 46 257 m (28,7 mi). La galería más larga es el túnel de Paghuashan, con una longitud de 7364 m (24 160,1 pies).
Entre noviembre de 2000 y julio de 2003 se completaron 42 túneles (con una longitud total de 39 050 m (24,265 mi)), realizados en mina mediante el método de excavación secuencial, y en los que se adoptaron secciones libres comprendidas entre los 135 m² (1453,1 ft²) y los 155 m² (1668,4 ft²).

### Problemas ambientales

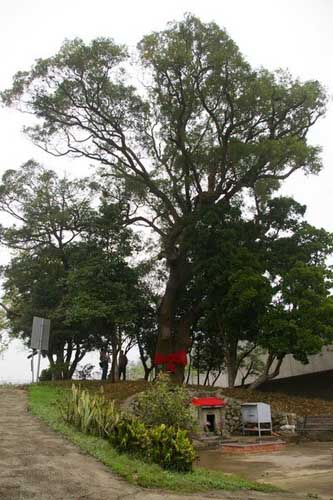
La THSRC redactó un Plan de Conservación para un viejo alcanforero situado por donde iban a pasar las vías originalmente, que consistió en reparar las ramas caídas y mantener el crecimiento y la salud del árbol a largo plazo

Las medidas de mitigación ambiental en la fase de la construcción incluyeron la creación de pasos de fauna sobre la línea, la revegetación y la plantación de árboles a lo largo de la plataforma como barrera acústica, y la compra de tierras de cultivo para crear un área de conservación para las aves jacánidas (水雉) alejada de la línea férrea.
A lo largo de más de una década, la THSRC se ha preocupado de la preservación de la jacana colilarga, el pájaro que está considerado en mayor peligro de extinción en Taiwán. Con NT$50 millones invertidos, el primer proyecto de recuperación artificial del hábitat se completó en colaboración con el gobierno local, con organizaciones de desarrollo de condados, y con organizaciones sin ánimo de lucro. La población de las jacanas colilargas en Tainán llegó a ser de menos de 50 especímenes, pero se incrementó hasta los 300. En 2007, la zona dedicada a la recuperación de su hábitat pasó a ser denominada "Parque Natural Eco-Educacional de la Jacana Colilarga" (台南官田—水雉生態教育園區) y desde entonces, se abrió al público. Para educar a los estudiantes sobre la importancia de la protección ambiental, cada año la THSRC organiza visitas al parque natural de escuelas primarias y secundarias, donde se les ilustra sobre la hermosura de los hábitats naturales de Taiwán.
La otra historia sobre el equilibrio entre la construcción de THSR y el medio ambiente es la protección de un viejo árbol alcanforero de 300 años y el templo (保護金山面老樹及伯公廟) en la ciudad de Hsinchu por más de 10 años. El árbol y el templo se encontraban en la ruta principal del THSR, y ambos tendrían que haberse eliminado para permitir el paso de las vías. El templo del Dios de la Tierra Local (伯公廟) establecido junto al viejo árbol era el centro de las creencias de la mayor parte de la población del lugar. En 1998, la THSRC modificó la ruta y el diseño del trazado para poder mantener en su emplazamiento original el árbol y el templo, y cooperó con el gobierno local y la población de la zona para protegerlos. Después, junto con el gobierno local; el comité de protección ambiental y de recursos; y las autoridades culturales e históricas; la THSRC redactó un plan de conservación para el alcanforero con el fin de reparar sus ramas caídas, y se dispusieron las medidas necesarias para mantener su crecimiento a largo plazo y asegurar su salud.

## Finanzas

### Ganancia y costes
| Concepto                                    | 2007        | 2008        | 2009        | 2010       | 2011        | 2012        |
| ------------------------------------------- | ----------- | ----------- | ----------- | ---------- | ----------- | ----------- |
| Ingresos por billetes (A)                   | 13.155.221  | 22.441.012  | 22.800.753  | 27.025.822 | 31.556.782  | 33.263.223  |
| Otros ingresos de operación (B)             | 347.567     | 606.571     | 522.959     | 609.529    | 679.723     | 720.914     |
| Ingreso de operación (C=A+B)                | 13.502.788  | 23.047.583  | 23.323.712  | 27.635.351 | 32.236.505  | 33.984.137  |
| Depreciación                                | −18.589.587 | −18.994.251 | −8.222.634  | -9.411.998 | -10.647.252 | -11.206.236 |
| Ganancia                                    | −14.909.057 | −6.238.553  | 5.564.846   | 9.071.545  | 12.058.405  | 12.095.229  |
| Ingresos financieros                        | 315.187     | 644.500     | 639.869     | 230.348    | 248.318     | 633.040     |
| Intereses                                   | −14.423.091 | −17.464.896 | −10.778.335 | −8.912.483 | -8.854.892  | -8.737.156  |
| Ingreso neto antes de impuestos             | −29.398.694 | −25.009.697 | −4.791.125  | -1.210.889 | 5.783.743   | 3.956.828   |
| Impuesto/Reembolso de impuestos             | −54         | 0           | 1.670       | 848        | −2.597.914  | -379.992    |
| Ingreso Neto                                | −29.398.748 | −25.009.697 | −4.789.455  | −1.210.041 | 3.185.833   | 3.576.836   |
| Todas las cantidades están en miles de NT$. |             |             |             |            |             |             |

La mayor parte de los ingresos de la THSRC provienen de la venta de los billetes. Otros ingresos son el resultado de actividades no esenciales, como el alquiler de espacios publicitarios, de locales comerciales y de las plazas de las estaciones. Algunas películas o anuncios, no solamente de Taiwán sino también de Japón, han alquilado los andenes de la THSRC, los talleres o los propios trenes para la grabación de películas o de anuncios.
Los ingresos crecieron junto con el número de usuarios durante los primeros tres años, pero el número de usuarios permaneció por debajo de las expectativas. En 2008, el segundo año de funcionamiento, los ingresos cayeron por debajo de las expectativas de la THSRC, previstas en el doble del primer año.
El costo de operar los trenes y de mantener en servicio la infraestructura, los costos de operación, estaban en 1.000 millones de NT$ al mes, pero se redujeron a alrededor de 850 a 900 millones de NT$ por mes en 2008. Los ingresos superaron por primera vez este nivel, generando una ganancia positiva a los 4 meses de operación (abril de 2007)
Para la THSRC, el peso en la contabilidad sobre el costo fijo de los activos fijos, como el material rodante y la infraestructura (depreciación) fue un elemento significativo no monetario de su costo total de operación. En sus primeros dos años de operación, la THSRC aplicó la depreciación lineal, distribuyendo los costos de manera uniforme a lo largo de los 26.5 años de explotación previstos.
Como resultado, el total de ingresos de operación y los costos mostraron una gran pérdida en los primeros años de operación, que solamente se vio reducido con los ingresos del segundo año. El periodo de amortización establecido no tuvo en cuenta el tiempo de vida de la infraestructura, y se convirtió en un factor de pérdida operacional. Después de adoptar un método de depreciación que tuviese en cuenta la actividad y no solo estuviese ligado al tiempo, la THSRC hizo pública su primera ganancia operacional en 2009, al tercer año de operación. La compañía reportó su primera ganancia de 5.780 millones de NT$ en el año 2011, en el quinto año de operación, con un dividendo por acción de 0,59 NT$. Entre 2010 y 2011, los ingresos se incrementaron en un 16,65%, pasando de 27.640 millones a 32.240 millones de NT$, con costos de operación y gastos (excluyendo depreciación y amortización) incrementándose solamente un 4,98%. En el mismo periodo de tiempo, la utilidad neta se calculó en 12.980 millones de NT$ (con un incremento del 30,32%), un ingreso de la operación de 12.060 millones de NT$ (con un incremento del 32,93%), y el EBITDA totalizó 22.730 millones de NT$ (con un incremento del 22,34%). En 2011, la ganancia neta, los ingresos de operación y el EBITDA también fueron altos. Desde el comienzo de la operación en 2007, la THSRC ha causado una gran influencia en la economía de Taiwán y la forma de vida de su gente. En 2011, la compañía continuó en la senda del crecimiento sostenible alineado con los intereses de los accionistas y de la sociedad, alcanzando objetivos destacables en el desafío que supone la preservación del medio ambiente.
El costo de los intereses es otro elemento importante en las finanzas de la compañía. En los primeros años de operación, los intereses estaban por encima de los de mercado. El gasto por el pago de intereses estaba en 1.300 millones de NT$ en abril de 2008, cuando la THSRC alcanzó el punto muerto del flujo de caja, con ingresos y gastos (excluyendo depreciación) de 2.100 millones de NT$. Las tasas de interés cayeron en el primer semestre de 2009, reduciendo los costos de financiación y contribuyendo a una pérdida neta reducida.
En 2010 la THSRC dispuso de un crédito sindicado que alivió la carga de las finanzas de la compañía. Firmó un contrato de refinanción por valor de 382.000 millones de NT$ con un consorcio de 8 bancos nacionales encabezado por el Banco de Taiwán en enero de 2010; y utilizó nuevos préstamos para pagar el préstamo sindicado anterior que tenía una mayor tasa de interés. El 30 de junio de 2011, las deudas a largo plazo por un total de 385.000 millones de NT$ incluían 26.000 millones de bonos corporativos y 359.000 millones en préstamos bancarios. En comparación con los términos y condiciones de los préstamos anteriores, la refinanciación de la deuda del nuevo contrato permitió pagar intereses más bajos y con un periodo más largo de 22 años. Por lo tanto, la carga financiera de la compañía se redujo en gran medida.

### Finanzas y préstamos
En cifras acumuladas, hasta julio de 2008, la depreciación y los intereses supusieron el 95% de la deuda acumulada de la THSRC. Tanto la propia THSCR como un informe gubernamental de septiembre de 2009 identificaban una estructura financiera no razonable, señalando a altos intereses y a las elevadas cargas de depreciación como la causa de los resultados financieros negativos, mientras que el gobierno había reconocido el buen resultado del THSR en su negocio principal, según el indicador de EBITDA. Para reducir su carga de intereses, la THSRC buscó revisar su estructura de préstamos en 2008 y otra vez en 2009. Para reducir los costos de depreciación incrementando su tiempo de amortización, THSRC solicitó una prórroga de su periodo de concesión que era de 35 años.
Por el verano de 2009, las pérdidas acumuladas de la THSRC eran equivalentes a dos tercios de sus recursos propios. En respuesta a la crisis financiera mundial y la recesión económica interna, la THSRC propuso incrementar las ganancias y reducir los gastos en varios aspectos, esperando elevar el rendimiento de sus operaciones. En febrero de 2009 anunció ajustar la frecuencia de sus trenes, reducir el pago de suelo del 10~20% en el nivel de gestión y medidas para incrementar promociones con el fin de estimular los viajes en el tren de alta velocidad. Mientras que los medios preguntaban si la construcción de las 3 estaciones planeadas y la extensión a Nangan iban a ser pospuestas, la THSRC comunicó a los medios el 26 de septiembre de 2009, que la empresa cumplirá con el contrato de "Tren de alta velocidad de Taiwán, Construcción y Operación" y que los proyectos de construcción de las 3 estaciones intermedias, Miaoli, Changhua y Yunling se iniciarían en julio de 2012, y que estaba prevista iniciar su operación a partir de 2015. En el momento de terminarse las obras habría un total de 12 estaciones a lo largo de la ruta del THSR. La compañía fue puesta bajo una nueva administración en septiembre de 2009, con el objetivo de dar la vuelta a sus finanzas con la ayuda del gobierno en la organización de la refinanciación de los préstamos.
El gobierno tomó el control mayoritario de la compañía después de la elección de su nueva junta directiva el 10 de noviembre de 2009. En enero de 2010, cuando las pérdidas acumuladas excedieron los 70.000 millones de NT$, la THSRC firmó un acuerdo de refinanciación con garantía del gobierno en el que ocho bancos designados por el gobierno aportarían 382.000 millones de NT$, con tasas de interés más bajas. El gobierno también aprobó el cambio en el cálculo de los costos de depreciación.

## Incidentes
El 12 de abril de 2013, se encontró un equipaje sospechoso dentro de un aseo del tren Número 616 con dirección al norte, cuando estaba yendo hacia la estación de Hsinchu. El tren fue detenido en la estación de Taoyuan y todos los pasajeros fueron evacuados. Después se encontró que el equipaje contenía latas con líquidos no identificados, un reloj de alarma y una sustancia blanca. El artefacto fue desmantelado por el escuadrón de artificieros, y se trasladó a dependencias policiales para continuar con la investigación. Dos legisladores del Kuomintang, Hsu Hsin-Ying y Lu Shiow-yen, estaban a bordo.
El interventor del tren Número 616 había recibido quejas de los pasajeros sobre las 9:10 a. m. acerca de que en el aseo de mujeres del coche número 11 había dos equipajes que emitían un olor raro. La THSRC informó a la División de Policía del Tren de Alta Velocidad, que subió al tren cuando se detuvo en la estación de Taoyuan a las 9:45 a. m. Más de 600 personas fueron desembarcadas y continuaron su viaje en otro tren. A todos los pasajeros afectados por el incidente les fue entregado un cupón para que pudieran comprar el siguiente billete a la mitad del precio, aunque el incidente no fue culpa de la compañía de tren.
Dos sospechosos de haber colocado las bombas fueron arrestados en un hotel en Zhongshan, Provincia de Guangdong, China, el 15 de abril, siendo repatriados a Taiwán el 17 de abril de 2013.

## Relaciones públicas

### Campamento del THSR
Desde el inicio del servicio de sus trenes, la THSRC ha planeado una serie de campamentos junto con la Sociedad Cultural Ferroviaria de Taiwán, la sociedad de Investigación Ferroviaria de la Universidad de Chiao Tung, y el Cuerpo Juvenil de China. Entre 2009 y 2011, 42 campamentos han sido organizados, incluyendo alumnos universitarios, de preparatoria, secundaria y primaria. Las clases se imparten a todos ellos con la información del tren de alta velocidad para que los alumnos puedan tener una mejor comprensión del THSR.

### Viaja en el THSR y únete a la Exposición de Libros gratis
Con el fin de promover la cultura nacional de la lectura, desde 2009, la THSRC ha organizado "Viaja en el THSR y únete a la Exposición de Libros gratis". Desde entonces, la compañía ha ofrecido a sus pasajeros entradas gratuitas a la Exposición Internacional de Libros en Taipéi, que se celebra en febrero de cada año. En 2012 se lanzó el Tren de la Lectura del THSR. Aquel año, un orador invitado, el cantante Crowd Lu, leyó la novela clásica "El viejo y el mar" para los niños en el tren, permitiendo experimentar dos placeres, la alegría de la lectura y la maravilla de viajar en alta velocidad.

### Exhibición One Word Maxim –“Integridad”

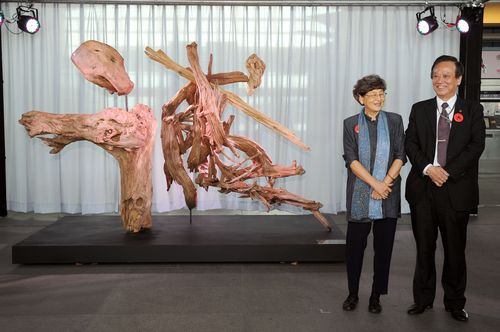
Exhibición de One Word Maxim –“Integridad” en la estación de THSR Taichung, 2011

En mayo de 2011, la THSRC coorganizó la exhibición “One Word Maxim– Integridad” con el renombrado calígrafo Dong Yang-zi en la estación de Taichung, en la que se mostraba al público una escultura de 2 metros de altura y 3 metros de ancho inspirada en la caligrafía china, usando madera de Taiwán. Esta es la primera escultura en Taiwán que transmite el espíritu de la caligrafía y la connotación de las palabras a la restricción trascendente de escribir con pincel, y su significado cultural y artístico enriqueció la estación de Taichung al igual que a los viajeros que pasaron por ella.

### Festival Internacional A Cappellaen el THSR
En 2010, la THSRC patrocinó el Centro de Música Coral de Taiwán para organizar el Festival Internacional de A Cappella en Taiwán" para destacar la labor de diversos grupos musicales en las estaciones del THSR. Las actuaciones fueron bien recibidos por los pasajeros, con seguidores formando grupos para poder presenciar las actuaciones de los músicos en varias estaciones.
En 2011, la compañía patrocinó una vez más al Centro de Música Coral con ocasión del Concierto de Primavera de la Luz de la Estrella Resplandeciente de Primavera, que dio la oportunidad a los pasajeros de ver en vivo una función de grupos musicales internacionales.

### ROC Centennial

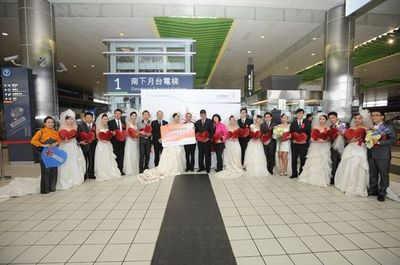
Evento de "ROC Centennial–Amor en el THSR"

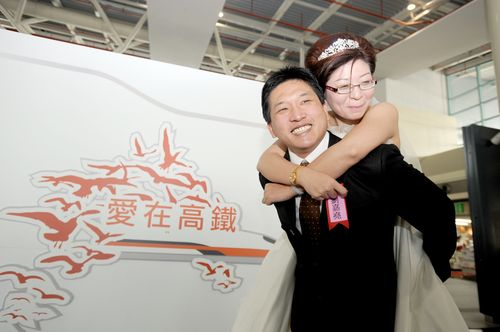
Evento de "ROC Centennial–Amor en el THSR"

Teniendo una arquitectura y un diseño únicos, las estaciones del THSR se han hecho famosas como escenario de fotos de boda. THSRC organizó un evento denominado "ROC Centennial - Amor en el THSR", en el que se premió con regalos a parejas seleccionadas que realizaban fotos de su boda en algunas de las estaciones del THSR (Taoyuan, Hsinchu, Taichung, Chiayi, Tainan y Zuoying).

### Visitas
En un esfuerzo para que el público en general tenga un mejor conocimiento del Tren de Alta Velocidad en Taiwán, la THSRC proporciona guías de turismo de las estaciones que educan a los visitantes acerca de cómo operan y de los servicios que prestan. Además, también se permite que organizaciones profesionales visiten los depósitos y el centro de Control Operacional para fomentar el conocimiento sobre el THSR. En 2011, la compañía recibió la visita de 281 grupos, con un total de 10.700 personas. También continúa activamente el intercambio de experiencia con socios operadores del sector ferroviario para incrementar la calidad del transporte público y lograr un mejor planeamiento, diseño y servicio. Participando con otras empresas del mismo campo, la THSRC puede identificar áreas de mejora y seguir con su objetivo de proporcionar servicios de alta calidad.

### Ayudas a la infancia

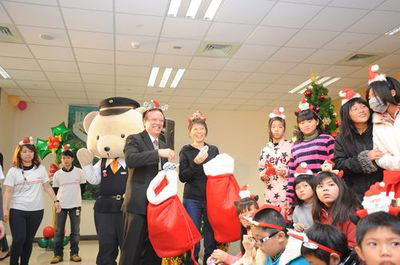
Ayudas del THSR a Niños de Aldeas

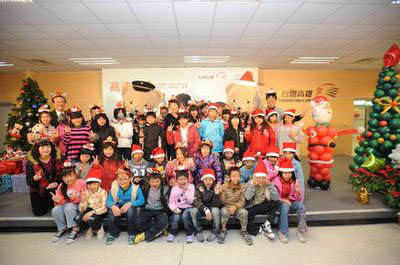
Ayudas del THSR a Niños de Aldeas

Desde 2010, junto con World Vision Taiwán, la THSRC ha ofrecido ayuda escolar para niños con recursos escasos. La compañía invitó a los pasajeros a contribuir en su esfuerzo filantrópico, recaudando 23 millones de NT$ que fueron utilizados para ayudar a 7200 niños de escasos recursos a pagar su escolarización.

### Programa Sonríe de la THSRC

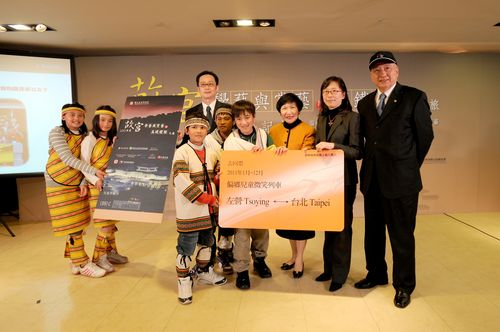
Programa Sonríe de la THSRC

En cooperación con varias organizaciones sin fines de lucro, desde 2008 la compañía ha organizado el Programa Sonríe, que ofrece a minorías y sus familias experimentar la comodidad y las ventajas de los trenes de alta velocidad, mediante el que se ofrecieron viajes a partir del 23 de enero de 2008 a niños, trabajadores sociales y a padres de familia del grupo Fushan de la Fundación de Taiwán para niños y familias. Al final de 2011, 12.231 personas en total, pertenecientes a 229 grupos de escasos recursos, han participado en el Programa Sonríe de la THSRC.

### En cultura popular
- La revista National Geographic eligió al tren de alta velocidad de Taiwán como el Mejor viaje de invierno de 2013.[122]

- La primera película en la que apareció el THSR fue la taiwanesa Summer's Tail, dirigida por Cheng Wen-Tang.[123] Su guion se centra en un grupo de jóvenes, uno de ellos hijo de un ingeniero japonés que trabaja en los trenes de alta velocidad, y que cubre una vacante en uno de los tramos elevados del THSR[124] en Liuying, Tainán.[123]

- En el Episodio 10 de la Temporada 12 del programa emitido internacionalmente The Amazing Race, seguido por 11,65 millones de estadounidenses,[125] los equipos que competían tuvieron que viajar de Taipéi a Taichung y de vuelta en el THSR.[126]

- Railfan: Taiwan High Speed Rail es un juego de simulación de trenes que fue desarrollado por la compañía taiwanesa Actainment y la compañía japonesa Ongakukan sobre la base de la serie "Train Simulator". Fue el primer juego taiwanés desarrollado para PlayStation 3 de Sony Computer Entertainment.[127] El juego se caracteriza por el realismo de sus vídeos, y se desarrolló con la ayuda de maquinistas europeos de la THSRC. Se lanzó primero en chino y en inglés en julio de 2007 en Taiwán, Hong Kong y Singapur,[127][128] mientras que la versión en japonés se lanzó en noviembre de 2007.[129]